# Family Limitation
"Family Limitation" es el sexto episodio de la primera temporada de la serie de HBO, Boardwalk Empire, fue transmitido el 24 de octubre de 2010. Fue escrito por Howard Korder y dirigido por Tim Van Patten. Nucky investiva un robo en la ciudad, mientras que Jimmy suma puntos con Johnny Torrio en Chicago. El episodio recibió críticas positivas.

## Argumento
Dos de los hermanos D'Alessio roban uno de los jefes de Atlantic City en el muelle en pleno día. Ya que se cree que los ladrones son italianos, Nucky sospecha que Luciano está detrás de eso. 
Lucky, quien duerme con Gillian, le confiesa que tiene problemas de impotencia. Momentos después, Rothstein le informa que Gillian no es la esposa de Jimmy, es su madre.
Margaret Schroeder le pide a la señora McGarry de la Liga de la Templanza consejos sobre una oferta "económica, dosmestica, sexual" que recibió de un hombre (Nucky). McGarry le acoseja que haga lo que ella crea y le da una copia del panfleto de Margaret Sanger, Family Limitation (limitación familiar). 
En Chicago, Jimmy habla con Torrio sobre la posible tregua con Sheridan. Le dice que si hacen una tregua, se verán débiles. Después de una reunión con Sheridan y sus hombres, Jimmy y Al Capone los ejecutan con armas escondidas en sus abrigos. Matan a los cuatro. Una vez en el hotel de Torrio, este elogia a Jimmy, lo que molesta a Capone. Su molestia crece cuando Jimmy lo ridiculiza por sus mentiras acerca de la guerra.
En Nueva Jersey, Margaret está ahora en el nuevo hogar que Nucky le ofreció. Renuncia a su trabajo en La Belle Femme después de una disputa con Lucy. Más tarde se da cuenta de que no era todo como ella imaginaba.
Eli trae a Luciano para hablar con Nucky acerca de lo que sabe sobre el robo. Luciano asegura no tener relación con lo sucedido pero Nucky no le cree.
Mientras tanto, el interés de Van Alden por Margaret llega a un nuevo nivel cuando realiza un acto de autoflagelación frente a una foto de ella.

## Recibimiento

### Crítica
IGN le dio al episodio una puntuación de 8,5 elogiando la relación entre Capone y Jimmy: "Otro punto alto es la relación entre Al y Jimmy, mientras escalan en la familia criminal de Torrio. Los dos discuten la diferencia entre "amigo" y "cómplice", mientras Jimmy planea eliminar a Sheridan. En esos momentos, Jimmy, un veterano de guerra, saca a relucir las mentiras de Al sobre la guerra, lo que hace parecer a Al compensándose por no ser más que un matón en un traje elegante. Estos intercambios prueban que Al y Jimmy pudieron haber sido amigos, pero ahora están en camino hacia algo mucho peor a medida que sus carreras en los bajos fondos avanzan".
El The A.V. Club le dio un puntaje de B+.

### Índice de audiencia
Family Limitation consiguió una audiencia de 1,2 (adultos entre 18 y 49) después de un 1,3 de la semana anterior. El episodio tuvo un total de 2,812 millones de telespectadores.